# The Haunter of the Dark
The Haunter of the Dark is een horror-/kort verhaal geschreven door de Amerikaanse schrijver H.P. Lovecraft. Het werd voor het eerst gepubliceerd in 1936 in het decembernummer van Weird Tales.
The Haunter of the Dark is voor zover bekend het laatste verhaal dat Lovecraft schreef. Het is een sequel op het korte verhaal The Shambler from the Stars van Robert Bloch. Die bracht in 1950 zelf een derde deel uit, The Shadow from the Steeple. Alle drie de verhalen behoren tot de Cthulhu Mythos.

## Verhaal

### Zwarte kerk
Robert Blake gaat in de winter van 1934 in Providence wonen. Zijn woning biedt uitzicht op een heuvel met daarbovenop een zwarte kerk. Hij besluit die op een dag te bezoeken. Een politieman vertelt hem dat de kerk werd gebruikt door een occulte sekte. Sinds het vertrek van alle leden in 1877 staat het gebouw leeg. Er zou iets monsterlijks in hebben gehuisd.
De kerk is op slot en omheind door een hek, maar Blake kan dankzij een paar missende spijlen en een open kelderraam naar binnen. Hij ziet obscure schilderijen en een ankh waar doorgaans een Latijns kruis zou staan. In een kast vindt hij boeken als de Necronomicon, Liber Ivonis, Cultes des Goules, Unaussprechlichen Kulten, De Vermis Mysteriis en het Book of Dzyan. Op een torenkamer staat een stenen pilaar. Hierop bevindt zich een metalen doos met daarin een asymmetrische steen, de Shining Trapezohedron. In de hoek staat een ladder die leidt naar een raamloos gedeelte van de toren.
Wanneer Blake naar de steen staart, vult zijn hoofd zich met gedachten over immense torens, reusachtige bergen en de donkerste plaatsen in het heelal. Wanneer hij wegkijkt, ziet hij een hoop stof in de hoek. Hierin vindt hij het skelet van journalist Edward. M.Lillibridge. In diens notitieboekje staan aantekeningen over de Starry Wisdom-sekte, bloedoffers, verdwenen mensen, de Shining Trapezohedron, de vondst van de metalen doos in Egypte en het oproepen van een entiteit die geen licht kan verdragen. Blake kijkt weer naar de steen en ziet wezens in gewaden, woestijnen vol monolieten, muren en torens diep in de zee en wervelingen in de ruimte. Hij krijgt het idee dat iets zich door de steen ook gewaar wordt van hem en vlucht naar huis.

### Gevonden notities
Blake bestudeert thuis een meegenomen logboek gevuld met cryptische symbolen in een taal die Aklo blijkt. Hij leest over een wezen met de bijnaam The Haunter of the Dark, de Shining Trapezohedron, de planeet Yuggoth, The Old Ones en de slangenmensen van Valusia. De steen zou een raam zijn dat uitziet op alle tijd en ruimte. De bewoners van Lemurië waren de eerste mensen die hem zagen. Nadat de steen zonk met Atlantis, dook hij op in de netten van een visser, waarna farao Nephren-Ka hem kocht. Die begroef hem in een tempel met een crypte zonder ramen. Hier bleef hij tot hij weer werd opgegraven.
Een maand na Blakes inbraak verschijnen er krantenberichten over de kerk. De lokale bevolking hoort sinds die dag geluiden in het gebouw en heeft nachtmerries over een entiteit. Een paar weken later begint bij onweer het lichtnet in de stad te storen. Volgens omwonenden heeft iets de ruit van de kerktoren gebroken om naar buiten te kunnen. De stormen komen vaker en vaker voor. Blake wordt doodsbang omdat de entiteit hem kan bereiken wanneer die geen licht tegenkomt. Hij heeft het gevoel dat er een connectie tussen hen is. Op de nacht van 8 op 9 augustus valt het licht in de hele stad uit. Nadat een plank voor het raam van de kerktoren versplintert, zien toeschouwers een donkere wolk de nacht inschieten.

### Nyarlathotep
De volgende dag vindt een politieagent Blake dood achter zijn bureau. Zijn lichaam en gezichtsuitdrukking lijken erop te wijzen dat hij is gestorven in doodsangst. Op zijn bureau ligt een dagboek. Zijn laatste toevoegingen gaan over zijn angst voor wat hij denkt dat Nyarlathotep is, Yuggoth, Shaggai en zwarte planeten in een superholte. Licht, donker, ver en dichtbij lopen door elkaar in zijn hoofd. Hij roept Azathoth en Yog-Sothoth aan om hem bij te staan.

## Achtergrond
- Lovecraft baseerde 'Robert Blake' op Robert Bloch, met wie hij correspondeerde. Bloch reageerde op de dood van het personage met een eigen verhaal. Hierin is Blake niet dood, maar bezeten door Nyarlathotep en doodt hij een personage gebaseerd op Lovecraft.
- Blake schrijft in The Haunter of the Dark vijf verhalen: The Burrowers Beneath, Shaggai, The Stairs in the Crypt, In the Vale of Pnath en The Feaster from the Stars. Lovecraft steekt met deze titels de draak met verhalen die Bloch schreef.
- Brian Lumley bracht in 1974 een boek uit dat hij daadwerkelijk The Burrowers Beneath noemde.
- De planeet Yuggoth werd eerder genoemd in The Whisperer in Darkness, als verblijfplaats van de Mi-Go.
- Farao Nephren-Ka werd eerder genoemd in The Outsider.
- De Serpent Men of Valusia verwijzen naar verhalen van Robert E. Howard over Kull the Conqueror.